# Le Grand Méchant Renard et autres contes...
Le Grand Méchant Renard et autres contes..., Raposa Manhosa e Outras Histórias (título em Portugal) ou A Raposa Má (título no Brasil), é uma animação coletiva de comédia francês-belga. Dirigido por Benjamin Renner e Patrick Imbert, o filme é uma adaptação das histórias em quadrinhos de Renner, Le grand méchant renard e Un bébé à livrer. Originalmente concebidos como especiais de TV de meia hora, todos os três segmentos do filme estão ligados por uma narrativa de quadro. O filme estreou no Festival de cinema de animação de Annecy em 15 de junho de 2017, e mais tarde foi lançado pelo StudioCanal na França, em 21 de junho. 

## Sinopse
O filme consiste em três histórias curtas, que acontecem pelo menos em parte na mesma fazenda e têm alguns caracteres em comum. Os diferentes segmentos estão ligados por cenas de transição que ocorrem em um palco de teatro, onde uma raposa fala ao público para apresentar as diferentes peças que a tropa de animais irá interpretar. As três histórias são:
- Un bébé à livrer
- Le Grand Méchant Renard
- Il faut sauver Noël

## Elenco de voz
A seguir o elenco de voz principal do filme:
- Céline Ronte
- Boris Rehlinger
- Guillaume Bouchède

## Recepção

### Bilheteria
Le Grand Méchant Renard et autres contes... estreou nos cinemas franceses no final de junho de 2017. Exibido em 303 cinemas em sua primeira semana, o filme obteve por volta de 35 mil e 500 entradas apenas no primeiro dia (das quais um pouco mais de 9400 entradas ocorreram na capital) e um pouco mais de 125 mil e 8000 entradas no primeiro final de semana (incluindo um pouco mais de 38 mil e 800 entradas em Paris). Nas duas semanas seguintes, o filme foi exibido em 347 salas, acumulando 148 mil e 500 entradas (segunda semana) e por volta de 76 mil, quatrocentos e noventa entradas (terceira). Após seis meses em exibição, o filme obteve cerca de 521 mil entradas. No final de 2017, ultrapassou 663.. No início de março de 2018, ainda exibido, acumulou por volta de 679 mil entradas.

### Critica
Na época de seu lançamento nos cinemas na França, em junho de 2017, o filme recebeu uma recepção francamente favorável pela imprensa. O website AlloCiné deu ao filme uma pontuação média de 4/5 estrelas, baseado em 21 avaliações publicadas em versão impressa e online.